# Jacek Kajtoch
Jacek Kajtoch (ur. 7 lipca 1933 w Wadowicach, zm. 13 stycznia 2019 w Krakowie) – polski eseista i krytyk literacki, doktor nauk humanistycznych.

## Życiorys
Urodził się w rodzinie urzędnika sądowego Eugeniusza Kajtocha i Adelajdy z domu Tomiak. Ukończył studia magisterskie w zakresie filologii polskiej na Uniwersytecie Jagiellońskim w 1955. W 1967 r. uzyskał stopień doktora filologii polskiej za rozprawę pt. Studia nad poezją polską na Śląsku w XIX wieku (Norbert Bonczyk i Konstanty Damrot) przygotowaną pod kierunkiem Wincentego Danka i obronioną w Wyższej Szkole Pedagogicznej w Krakowie. Był członkiem Kolegium „Zebry” w latach 1957–1958. W 1955–1961 był pracownikiem naukowym Uniwersytetu Jagiellońskiego. W 1961–1972 pracował naukowo w IBL PAN w Krakowie i równocześnie w 1962–1971 jako wykładowca w krakowskiej Wyższej Szkole Pedagogicznej. W 1972 powrócił na Uniwersytet Jagielloński, gdzie był do 1978 kierownikiem Podyplomowego Studium Dziennikarskiego. Otrzymał nagrodę rektora UJ za osiągnięcia naukowe w 1977, 1986, 1989 i 1993.
Debiutował w 1956 r. na łamach tygodnika „Życie Literackie” jako krytyk. Jest autorem bądź współautorem licznych antologii poetyckich i prozatorskich. Recenzował utwory literackie, zwłaszcza debiutantów, oraz brał czynny udział w życiu literackim Krakowa (zorganizował m.in. „Krakowskie Dni Poezji” czy „Krakowską Noc Poetów"). Współpracował z „Głosem Młodzieży” w latach 1964–1972. W latach 1972–1973 był jednym z jurorów Nagrody im. Stanisława Piętaka.
Od 1970 członek Związku Literatów Polskich. Pełnił funkcję wiceprezesa Zarządu Głównego. W 1960–1974 był sekretarzem redakcji miesięcznika "Ruch Literacki". W 1969–1977 pełnił rolę sekretarza Komitetu Redakcyjnego serii PAN „Nauka Dla Wszystkich”. W latach 1981–1988 należał do grupy literackiej Nadskawie, której był współzałożycielem.
Mąż poetki Anny Kajtochowej, ojciec prasoznawcy Wojciecha Kajtocha.

## Odznaczenia
Jacek Kajtoch otrzymał:
- Srebrny Krzyż Zasługi[1],
- Odznakę „Zasłużony Działacz Kultury”[1],
- Złote Odznaczenie im. Janka Krasickiego[1].

## Publikacje
- Norbert Bonczyk, epik Górnego Śląska[1][6]
- Konstany Damrot. Życie i twórczość literacka[1][7]
- Nie tylko o autorach i książkach
- Wspomnienia i polemiki[8]
- Czy "mały realizm"? (antologia, wspólnie z J. Skórnickim)[1]
- Debiuty poetyckie 1944-1960 (antologia, wspólnie z J. Skórnickim)
- Rodowody.Antologia (wspólnie z J. Skórnickim)
- Polska nowela współczesna.Antologia (wspólnie z T. Bujnickim)
- Antologia noweli polskiej 1918-1978 (wspólnie z E. Sabelanką)
- Jan Kurczab: Poczmistrz Pana Boga
- Nadskawie (antologia)
- Emil Zegadłowicz: Wiersze  o miłości
- Bez miłości nie można żyć (antologia)
- Opowieści śląskie (wybór)
- Edward Kozikowski: Wiersze wybrane
- Strofy o poezji (antologia)
- Aleksander Gałuszka: Wybór poezji